# Claude Pierrard
 (juillet 2017).
Si vous disposez d'ouvrages ou d'articles de référence ou si vous connaissez des sites web de qualité traitant du thème abordé ici, merci de compléter l'article en donnant les références utiles à sa vérifiabilité et en les liant à la section « Notes et références ».
Pour les articles homonymes, voir Pierrard.
Claude Pierrard est un journaliste et animateur de télévision français né le 20 décembre 1943 à Folembray (Aisne).
Il est surtout connu comme l'animateur de l'émission pour la jeunesse Croque-Vacances sur TF1 de 1980 à 1987, avec les deux lapins Isidore et Clémentine.

## Biographie
Ses parents, Émile et Hélène Pierrard, tiennent une épicerie-primeurs à Rethel (Ardennes). Passionné très jeune par la télévision qu'il va regarder le dimanche chez son oncle, à l'âge de 15 ans il écrit à Catherine Langeais et à Joseph Pasteur pour leur demander comment faire pour entrer à la télévision. A 20 ans, il remporte un concours pour être présentateur à la télévision, organisé par France-Soir à la demande de Pierre Sabbagh, l'emportant sur 2000 concurrents  ce qui lui permet, après un passage à France Inter, de faire ses premières armes en 1965 à la télévision régionale de Reims. Il devient adjoint au rédacteur en chef en 1971 et quitte la chaîne fin avril 1973.
Il se retrouve sur la 3e chaîne de l'ORTF comme présentateur du journal Inter 3, chargé des relations avec les stations régionales, et directeur d'édition. Il sera l'un des tout premiers présentateurs du journal régional de Champagne-Ardenne dès 1965.
Après l'éclatement de l'ORTF en 1975, il se retrouve sur TF1 où il présente le journal télévisé de 13 h  ou de 23 h, aux côtés d'Yves Mourousi et de Michel Denisot.
En 1975, il présente sur TF1 les émissions pour les enfants de 16 h 50 à 18 h 15. Désireux de faire un journal télévisé qui leur soit destiné, il y présente notamment une séquence d'informations appelée Les Infos. Ces "émissions pour les enfants" sont présentées tous les jours de la semaine, sauf le mercredi réservé aux Visiteurs du mercredi où il présente uniquement Les Infos à 17 h 30.
Le 3 juillet 1978, il crée Acilion et sa bande, remplacée en 1980 par Croque Vacances.
En 1986, il introduira une nouvelle rubrique, intitulée Crak vacances, avec un nouveau personnage dans son émission, le hérisson Arsinoé, dans laquelle il lancera le principe d'un cahier de devoirs en vacances. 
Il animera l'émission jusqu'au 5 septembre 1987, après la privatisation de TF1. Il quitte la chaîne à cause d'un désaccord avec la nouvelle politique éditoriale, notamment l'obligation de passer chaque jour une chanson de Dorothée, nouvelle conseillère aux programmes jeunesse, ou une autre du label d'AB Productions. Il se voit aussi imposer le contenu de son programme. Aussi, Claude Pierrard dénonce la violence de certains dessins animés choisis, dont certains sont originaires du Japon.  
Il participe aux lancements de Canal J le 23 décembre 1985 puis Télé Toulouse en 1988 (où il anime un jeu quotidien).  
Il poursuit sa carrière télévisuelle sur Antenne 2 avec les émissions Bonjour les baskets avec Douchka Esposito en septembre 1988, Croque-matin de janvier à juin 1989 puis Éric et Compagnie jusqu'à fin 1989. 
En 1995, il entre à La Chaîne Météo où il devient directeur de l'information et des programmes.
Il se retire de la télévision en 2000 et prend sa retraite en 2004, en s'installant à Bar-le-Duc (Meuse) puis en 2011 à Thouars dans les Deux-Sèvres.

## Télévision
- 1965-1973 : Actualités régionales
- 1973-1975 : Inter 3
- 1975-1978 : Journal télévisé 13 h et 23 h TF1
- 1975-1982 : Les Visiteurs du mercredi
- 1978-1980 : Acilion et sa bande
- 1980-1987 : Croque-Vacances
- 1982-1983 : Les Pieds au mur
- 1982-1983 : Mercredi-moi tout
- 1988 : Bonjour les baskets
- 1989 : Croque-matin